# Franck Billmann
Franck Billmann (* 7. August 1977 in Betschdorf, Bas-Rhin, Frankreich) ist ein französischer Chirurg mit Spezialisierung auf Viszeral- und spezielle Viszeralchirurgie. Seit dem 1. Januar 2025 ist er Chefarzt der Klinik für Viszeral-, Thorax- und Gefäßchirurgie am Klinikum Heidenheim. Er hat in Heidenheim, in Kooperation mit der Europäischen Gesellschaft für minimalinvasive Chirurgie (EAES), das Europäische Zentrum für minimalinvasive und roboter-assistierte Chirurgie aufgebaut. Zuvor war er an der Ruprecht-Karls-Universität Heidelberg tätig, wo er Beiträge in der Pankreaschirurgie, endokrinen Chirurgie, die Chirurgie des oberen Gastrointestinaltraktes sowie der minimal-invasiven und robotergestützten Chirurgie leistete.

## Werdegang
Billmann absolvierte ein Medizinstudium an der Universität Straßburg und der Icahn School of Medicine at Mount Sinai in New York. 2008 promovierte er an der Albert-Ludwigs-Universität Freiburg im Fach Medizin. Im selben Jahr promovierte er an der Universität Straßburg im Fach Naturwissenschaften. Er besuchte 2012 und 2013 im Rahmen eines klinisch-wissenschaftlichen Aufenthaltes das Massachusetts General Hospital (Leitung Keith D Lillemoe) an der Harvard University und das Yale Department of Surgery (Leitung: Robert Udelsman). 2017 habilitierte er sich an der Albert-Ludwigs-Universität Freiburg. 2022 wurde er zum Professor für Chirurgie an der Medizinischen Fakultät der Ruprecht-Karls-Universität Heidelberg ernannt. Er ist seit 2019 Mitglied des Promotionsausschusses der medizinischen Fakultät der Universität Heidelberg. Er verfügt über Facharztanerkennungen in Chirurgie, Viszeralchirurgie und Spezieller Viszeralchirurgie sowie über die europäische Zusatzqualifikationen in chirurgischer Onkologie (ESBQ) und einen Master of Business Health Administration (MHBA). Billmann ist seit 2011 Fellow des American College of Surgeons und seit 2022 Mitglied der französischen Akademie für Chirurgie (Académie Nationale de Chirurgie).

## Klinische und wissenschaftliche Arbeitsgebiete
Billmann ist ein Experte in der Pankreaschirurgie, insbesondere in der Chirurgie des Pankreaskarzinoms, der nicht-onkologischen Pankreaserkrankungen (z. B. IPMN) und neuroendokrinen Neoplasien des Pankreas (pNEN). Er war erster Oberarzt unter Markus Büchler und Mitautor mehrerer Publikationen, darunter Artikel über den aktuellen Stand der Chirurgie bei pNEN und den Stellenwert der chirurgischen Behandlung bei fernmetastasierten pNEN. Während seiner Tätigkeit am Universitätsklinikum Heidelberg war er in die klinische und translationale Forschung im Europäischen Pankreaszentrum eingebunden, das jährlich etwa 700–750 Pankreasoperationen durchführt und als führendes Zentrum in Europa gilt.
Billmann war Leiter der Sektion Chirurgie des oberen Gastrointestinaltraktes am Universitätsklinikum Heidelberg. Hier hat er sich insbesondere bei der Durchführung und Weiterentwicklung der roboter-assistierten Ösophagusresektion engagiert. Zudem setzte er sich für den Einsatz minimal-invasiver und robotergestützter chirurgischer Techniken ein, um die Präzision und Patientensicherheit bei komplexen Operationen zu erhöhen. Die Deutsche Gesellschaft für Chirurgie (DGCH) hat Billmann 2025 für sein langjähriges Engagement in der Entwicklung von innovativen Techniken den Felicien Steichen Preis überreicht.
Als Leiter der Sektion für endokrine Chirurgie an der Universität Heidelberg konzentrierte sich Billmann auf die Behandlung von benignen und malignen Erkrankungen der endokrinen Organe, insbesondere auf neuroendokrine Neoplasien des Pankreas und des Dünndarms. 2017 verliehen die Society of Surgical Oncology (SSO) und die European Society of Surgical Oncology (ESSO) Billmann den SSO / ESSO International Career Development Exchange Preis; er besuchte das MD Anderson Cancer Center in Houston und das Northwestern Memorial Hospital in Chicago.
Billmann engagiert sich auch in der metabolischen und bariatrischen Chirurgie und leitete diese Sektion am Universitätsklinikum Heidelberg ab 2022. Als wissenschaftlicher Leiter organisierte er von 2022 bis 2024 einen OP-Workshop zur metabolischen Chirurgie (DGAV), in dem Techniken wie Sleeve-Gastrektomie und Roux-Y-Magenbypass vermittelt wurden. Billmann ist Co-Projektleiter im SMART-NAFLD LiSyM Cancer (Live Systems Medicine against Cancer) Projekt. Billmann ist Leiter der multizentrischen randomisiert-kontrollierten Studie BariSurg.

## Lehrtätigkeit
Billmann ist aktiv in der medizinischen Lehre und Weiterbildung tätig. Er ist Mitglied des Ausschusses für Aus- und Weiterbildung (Education and Training Committee) der Europäischen Vereinigung für Endoskopische Chirurgie (EAES) und beteiligt sich an der Organisation von Fortbildungsveranstaltungen. Seine Lehrtätigkeit umfasst die Betreuung von Medizinstudierenden und die Ausbildung von Fachärzten in fortgeschrittenen chirurgischen Techniken.

## Ehrungen
- 2025: Felicien Steichen Preis für chirurgische Innovation – Deutsche Gesellschaft für Chirurgie[20]
- 2017: SSO / ESSO International Career Development Exchange Preis[21]
- 2011: Chevalier de l'Ordre ministériel des Arts et des Lettres, Ministère de la culture et de la communication, France
- 2009: Prix des Sciences de l'Académie Rhénane, Académie Rhénane, Strasbourg, France[22]
- 2008: Prix de l'excellence scientifique de la Sociéte Anatomique de Paris, Société Anatomique de Paris, Paris, France

## Privates
Billmann ist verheiratet und Vater von zwei Kindern.

## Publikationen (Auswahl)

### Lehrbücher
- Billmann F, Keck T (Eds) Facharztwissen "Viszeral- und Allgemeinchirurgie", Springer éd. 2017, ISBN 978-3-662-48307-7
- Billmann F, Keck T (Eds) Facharztwissen "Viszeralchirurgie", 2. Auflage, Springer éd. 2021, ISBN 978-3-662-66734-7
- Billmann F, Keck T (Eds) Essentials of Visceral Surgery for Residents and Fellows, Springer Ed. 2023, ISBN 978-3-662-61519-5